# Кромбек
Кромбек (Sylvietta) — рід горобцеподібних птахів родини Macrosphenidae. Містить 9 видів.

## Поширення
Кромбеки поширені в Субсахарській Африці.

## Опис
Дрібні птахи, завдовжки 8-12 см, вагою 6,5-14 г. Забарвлення оперення варіює від сірого до червонуватого, із зеленуватими або жовтуватими відтінками. Хвіст дуже короткий, майже непомітний під складеними крилами.

## Види
- Кромбек західний, Sylvietta virens
- Кромбек жовтогрудий, Sylvietta denti
- Кромбек білобровий, Sylvietta leucophrys
  - Sylvietta leucophrys chapini
- Кромбек північний, Sylvietta brachyura
- Кромбек білогорлий, Sylvietta philippae
- Кромбек рудоголовий, Sylvietta ruficapilla
- Кромбек рудий, Sylvietta whytii
- Кромбек сомалійський, Sylvietta isabellina
- Кромбек довгодзьобий, Sylvietta rufescens